# Museo estatal bielorruso de la Gran Guerra Patriótica
El Museo estatal bielorruso de la Gran Guerra Patriótica (en bielorruso: Беларускі дзяржаўны музей гісторыі Вялікай Айчыннай вайны) es un museo en la ciudad de Minsk, la capital de Bielorrusia.
La concepción de un museo que conmemora la guerra germano-soviética tras el fin de la ocupación nazi surgió incluso antes del final de la Segunda Guerra Mundial. El museo abrió por primera vez poco después de la liberación de Minsk de los invasores nazis, el 25 de octubre de 1944, convirtiéndose en el primer museo de la Segunda Guerra Mundial en abrir durante el curso de la guerra. Se trasladó a su ubicación actual en 1966.